# Plutodes drepanephora
Plutodes drepanephora là một loài bướm đêm trong họ Geometridae.